# Shintarō Katsu
Shintarō Katsu (jap. 勝 新太郎 Katsu Shintarō), właściwie Toshio Okumura (jap. 奥村 利夫 Okumura Toshio; ur. 29 listopada 1931 w Tokio, zm. 21 czerwca 1997 w Kashiwa, prefektura Chiba) – japoński aktor, piosenkarz, producent i reżyser. Znany przede wszystkim z roli Zatōichiego w filmach i serialu telewizyjnym z lat 60. i 70. oraz pierwszoplanowych ról w seriach filmów o gangsterach z yakuza: Akumyō i Żołnierz cwaniak.

## Życiorys
Syn Minoru Okumury, aktora kabuki, mistrza pieśni nagauta, którą wykonywał przy akompaniamencie shamisenu. Był młodszym bratem aktora Tomisaburō Wakayamy, odtwórcy głównej roli w serii filmów Samotny wilk i szczenię.
Karierę w branży rozrywkowej rozpoczął grając na shamisenie. Kiedy wraz z ojcem i starszym bratem dołączył do trasy koncertowej grupy Azuma Kabuki Musicians po Ameryce, artystów grających na shamisenach przydzielono do najtańszej klasy statku, podczas gdy wszyscy aktorzy otrzymali kabiny pierwszej klasy. Ten przykład dyskryminacji społecznej sprawił, że Katsu postanowił zostać aktorem.
W latach 60. jednocześnie występował w długo nadawanej serii filmowej o Zatōichim oraz dwóch seriach filmów z gatunku yakuza eiga: Akumyō i Żołnierz cwaniak. W rolę Zatōichiego wcielił się w 25 filmach w latach 1962–1973 i w ostatnim, 26. filmie w 1989 roku – który również wyreżyserował – oraz w 100 odcinkach serialu w latach 1974–1979. W 1967 roku założył firmę Katsu Productions, która odpowiadała za wyprodukowanie m.in. części z serii filmów Samotny wilk i szczenię oraz serialu z gatunku jidai-geki Oshi samurai: Kiichi Hōgan – oba tytuły z jego bratem w rolach głównych.
Katsu był znany ze sprawiania kłopotów na planie filmowym. Gdy Akira Kurosawa obsadził go w głównej roli w Sobowtórze (1980), ten przyszedł pierwszego dnia na plan zdjęciowy ze swoją ekipą filmową. Jej zadaniem było nagrywanie Kurosawy w akcji, a nagrania miały być udostępniane uczniom Katsu w celach szkoleniowych. Doprowadziło to do kłótni między aktorem i reżyserem, w efekcie czego zakończyła się ich współpraca; główną rolę w filmie przejął Tatsuya Nakadai.
Katsu miewał problemy z wymiarem sprawiedliwości – w 1978 roku został aresztowany w Japonii za posiadanie opium, zaś w 1990 roku – na lotnisku w Honolulu za posiadanie marihuany i kokainy.
W 1962 roku poślubił aktorkę Tamao Nakamurę (jap. 中村 玉緒 Nakamura Tamao), córkę aktora kabuki Ganjirō Nakamury. Mieli dwójkę dzieci.
W późniejszym wieku Katsu odmawiał operacji usunięcia nowotworu krtani. Twierdził bowiem, że głos aktora jest jego całym życiem. Zmarł na raka 21 czerwca 1997 w Kashiwie. W czuwaniu modlitewnym przed pogrzebem wzięło udział ok. 5000 osób.